# Phlebotomus betisi
Phlebotomus betisi är en tvåvingeart som beskrevs av Lewis och Robert A.Wharton 1963. Phlebotomus betisi ingår i släktet Phlebotomus och familjen fjärilsmyggor. Inga underarter finns listade i Catalogue of Life.